# Книжка року 2006
Церемонія нагородження «Книжка року» відбулася в Українському домі в суботу, 24 лютого 2007 року. Цього разу книжки оцінювали 102 експерти, які переглянули понад 3 тисячі книжок. Переможці визначались у семи номінаціях.
До початку дійства у холі проходила міні-виставка-продаж, на якій можна було купити книжки за ціною видавництва. У глибині холу, навпроти сходів, розташували імпровізовану сцену, на якій грали учасники гурту «Даха-Браха».Церемонія почалася перформенсом — за ширмою актори грали театр тіней. Між врученням дипломів у семи номінаціях публіку розважали балет «Soul Be» і бандурист Тарас Компаніченко. Ведучою церемонії була Леся Сакада-Островська (журналістка телеканалу «1+1»)
Гран-прі «Книжки року» вирішили не присуджувати, через те що три книжки — «З криниці літ» Івана Дзюби, «Червоне століття» Мирослава Поповича й «Іван Мазепа в сарматсько-роксоланському вимірі високого бароко» Ростислава Радишевськогоі Володимира Свербигуза, набрали однакову кількість голосів експертів — по 16.

## «Дитяче свято»
книжки для малечі;
1. Зірка Мензатюк. Казочки-куцохвостики. — Л.: Видавництво Старого Лева, 32 с.(п)
2. Тамара Коломієць. Найперша стежечка. Сер. «Українській дитині». — К.: Веселка, 111 с.(п)
3. Ігор Калинець. Небелици про Котика і Кицю. — Л.: Аверс, 8 с.(о)

пізнавальна література;
1. Д-р Ернест Дрейк. Дракони.; Єгиптознавство. Пошуки гробниці Осіріса. — К.: Махаон-Україна, 30+30 с.(п)
2. Тетяна Щербаченко. Панночка. Книга дівчинки XXI століття. — К.: Країна мрій, 528 с.(п)
3. Ілюстрований атлас світу. — К.: Махаон-Україна, 184 с.(п)

твори для молодших школярів та підлітків;
1. Микола Гоголь. Ніч перед різдвом. — К.: А-ба-ба-га-ла-ма-га, 25 с.(п)
2. Марина та Сергій Дяченки. Ритуал. — К.: А-ба-ба-га-ла-ма-га, 280с.(п)
3. Галина Пагутяк. Втеча звірів, або Новий бестіарій. — К.: А-ба-ба-га-ла-ма-га, 238 с.(п)

## «Хрестоматія»
українська та зарубіжна художня класика;
1. Слово многоцінне. Хрестоматія української літератури, створеною різними мовами в епоху ренесансу та бароко ХУ-ХУІІІ століть. У чотирьох книжка. — К.: Аконіт, 799+799+799+799с.(п)
2. Антологія українського міфу. У 3 т. — Т.1,2. — Тернопіль: Навчальна книга — Богдан, 867+595с.(п)
3. «Двадцятка». Наймолодша львівська літературна богема 30-х років XX століття: Антологія урбаністичної прози. Сер. «Приватна колекція». — Л.: Піраміда, 344 с.(с)

літературознавство / біографії / мемуари;
1. Леонід Плющ. Його таємниця або «прекрасна ложа» Хвильового. — К.: Факт, 868с.(п)
2. Ярослав Грицак. Пророк у своїй вітчизні. Франко та його спільнота (1856—1886). — К.: Критика, 632 с.(о)
3. Ярослава Мельник. Іван Франко й biblia apocrypha. — Л.: Видавництво Українського Католицького Університету, 512 с.(п)

критика та літературна публіцистика;
1. Іван Дзюба.З криниці літ: У 3 т. Т.1, 2. — К.: Києво-Могилянська академія, 976 с.(п)
2. Володимир Базилевський. Лук Одіссеїв. — К.: Ярославів Вал, 656с.(п)
3. Костянтин Москалець. Гра триває. Сер. «Висока полиця». — К.: Факт, 240 с.(п)

## «Минувшина»
давня історія (до XVIII ст.).;
1. Ростислав Радишевський, Володимир Свербигуз. Іван Мазепа в сарматсько-роксоланському вимірі високого бароко. — К.: Просвіта, 551 с.(п)
2. Пилип Орлик. Конституція, манифести та літературна спадщина. — К.: МАУП, 736с.(п)
3. Історія українського козацтва. У 2 тт. Т.1 — К.: Києво-Могилянська академія, 800 с.(с)

історія XIX — початок першої чверти XX ст.;
1. Марина Палієнко. «Кіевская старина» у громадському та науковому житті України (кінець XIX — початок XX ст.); Хронологічний покажчик змісту журналу; Систематичний покажчик змісту журналу. — К.: Темпора, 384+480+608 с.(ф)
2. Історія українського селянства. Том 1,2. — К.: Наукова думка, 630+652с.(п)
3. Директорія, Рада Народних Міністрів Української Народної Республіки. Листопад 1918 — листопад 1920 рр.: Док. і матеріали. У двох томах. — К.: Видавництво імені Олени Теліги, 687+743с.(п)

підрадянський період — досьогодні;
1. Дмитро Малаков. Київ, 1939—1945. Фотоальбом. — К.: Кий, 464 с.(п)
2. Енн Епплбом. Історія ГУЛАГу. — К.: Києво-Могилянська академія, 511 с.(о)
3. Архіви окупації. 1941—1944. Сер. «Більше не таємно». — К.: Києво-Могилянська академія, 872 с.(п)

## «Обрії»
науково-популярна література;
1. Артюх Л. Ф. Традиційна українська кухня в народному календарі. — К.: Балтія-Друк, 232с.(п)
2. Тарас Каляндрук. Загадки козацьких характерників. — Л.: Піраміда, 272 с.(п)
3. Володимир Мельниченко. Майстер. — К.: Либідь, 392 с.(п)

спеціальна література;
1. В. А. Роменець. Історія психології: XVII століття. Епоха Просвітництва. — К.: Либідь, 1000 с.(п)
2. Фрідріх Вайдахер. Загальна музеологія. — Л.: Літопис, 632 с.(п)
3. Микола Тимошик. Книга для автора, редактора, видавця: Практичний посібник. Сер. «Бібліотека видавця, редактора, автора». — К.: Наша культура і наука, 560 с.(п)

енциклопедичні та довідкові видання;
1. В. Ф. Верстюк, О. М. Дзюба, В. Ф. Репринцев. Україна. Від найдавніших часів до сьогодення. Хронологічний довідник. — К.: Наукова думка, 715с.(п)
2. Енциклопедія історії України. Том 3. — К.: Наукова думка, 658с.(п)
3. Екологічна енциклопедія: У 3 тт. Т.1: А-Е. — К.: Центр екологічної освіти та інформації, 432 с.(п)

## «Красне письменство»
сучасна українська проза / есеїстка / драматургія;
1. Сергій Жадан. Капітал. — Х.: Фоліо,
2. Валерій Шевчук. Привид мертвого дому. — К.: Пульсари, 600 с.(п)
3. Таня Малярчук. Як я стала святою; Згори вниз. Книга страхів. Сер. «Графіті». — Х.: Фоліо, 190+220 с.(о)

сучасна зарубіжна проза / есеїстка / драматургія;
1. Умберто Еко. Ім'я рози. Сер. «Бібліотека світової літератури». — Х.: Фоліо, 576 с.(п)
2. Карел Шульц. Камінь і біль. Сер. «Життєписи». — К.: Юніверс, 688 с.(п)
3. Ден Браун. Код да Вінчі. Сер. «Світові бестселери українською». — Х.: Книжковий клуб "Клуб сімейного дозвілля", 480 с.(п)

сучасна поезія / афористика;
1. Василь Герасим'юк. Папороть. — К.: Просвіта, 328 с.(п)
2. Іван Малкович. Вірші на зиму. Сер. «А-ба-ба-га-ла-ма-га-ПОЕЗІЯ». — К.: А-ба-ба-га-ла-ма-га, 200 с.(п)
3. Мойсей Фішбейн. Ранній рай. — К.: Факт, 520 с.(с)

## «Софія»
зарубіжна гуманітаристика;
1. Демократія: Антологія. — К.: Смолоскип, 1108 с.(п)
2. Семюел П. Гантінґтон. Протистояння цивілізацій та зміна світового порядку. — Л.: Кальварія, 474 с.(п)
3. Сергей Аверинцев. София-Логос. Словарь; Связь времен. — К.: Дух і Літера, 912 +488с.(п)

вітчизняна гуманітаристика;
1. Мирослав Попович. Червоне століття. — К.: АртЕк, 887с.(п)
2. О. С. Власюк; В. С. Крисаченко; М. Т. Степико. Український соціум. — К.: Знання України, 792 с.(п)
3. І. О. Воронов Демократичний транзит: людський вимір політики; Демократичний транзит: політико-владні трансформації. — , — К.: Ґенеза, 328+ 230с.(ф)

## «Візитівка»
мистецтво;
1. Український літопис вбрання. Т.2: XIII-початок XX ст. — К.: Мистецтво, 448с.(о)
2. Дмитро Горбачов. «Він та я були українці.» Малевич та Україна. — К.: Сім студія,  456с(о) [Архівовано 12 Травня 2021 у Wayback Machine.]
3. Тамара Ніколаєва. Український костюм: надія на ренесанс. — К.: Дніпро, 317с.(п)

краєзнавча і туристична література
1. Київський альбом: Фотоальбом. — К.: Перископ, 160 с.(п)
2. Олена Боряк. Україна: етнокультурна мозаїка. — К.: Либідь, 328с.(п)
3. Киевский альбом. Исторический альманах. Выпуск 4. — К.: Дух і Літера, 128 с.(о)